# 脇野町
脇野町（わきのまち）は、かつて新潟県三島郡にあった町。

## 沿革
- 1889年（明治22年）4月1日 - 町村制施行に伴い三島郡脇野町村、吉崎村が合併し、脇野町村（わきのまちむら）が発足。
- 1901年（明治34年）11月1日 - 三島郡上岩井村、吉川村と合併して、脇野町村を新設。
- 1934年（昭和9年）11月1日 - 町制施行し、名称を脇野町に変更。
- 1955年（昭和30年）3月31日 - 三島郡大津村（一部）と合併し、三島町となり消滅。